# Triplophysa lacusnigri
Espèce
Synonymes
- Nemachilus stoliczkai lacusnigri Berg, 1928 (protonyme)

Triplophysa lacusnigri est une espèce de poissons de la famille des Nemacheilidae (autrefois considérée comme une sous-famille des Balitoridae).